# Gora Sumgina
Gora Sumgina (Transkription von russisch Гора Сумгина ‚Sumginberg‘) ist ein Nunatak im ostantarktischen Prinzessin-Elisabeth-Land. In den Grove Mountains ragt er unmittelbar nördlich des Mount Harding auf.
Russische Wissenschaftler benannten ihn. Namensgeber ist der russische Geologe Michail Iwanowitsch Sumgin (1873–1942), ein Pionier der Erforschung des Permafrostbodens. Das Composite Gazetteer of Antarctica enthält zudem mit sehr ähnlichen Geokoordinaten einen von chinesischen Wissenschaftlern im Jahr 2000 als Jiangjun Feng (chinesisch 將軍峰 ‚Generalgipfel‘) benannten Berg.